# Moblin
Moblin, kort for mobile Linux, er et open source-projekt fokuseret på at udvikle programmer til Mobile Internet Devices (MIDs) og andre nye kategorier af apparater såsom netbooks og nettops. Intel lancerede Moblin.org-siden juli 2007 og opdaterede den betydeligt i april 2008 med lanceringen af processorfamilien Intel Atom ved Intel Developer Forum i Shanghai. En SDK er også tilgængelig på siden. Moblin 2 OS var specifikt designet til at køre på en Intel Atom processor i en netbook. I april 2009 overdrog Intel Moblin til Linux Foundation. Kort tid efter Foxconn netbook og en InvenTech smartphone blev annonceret på Computex 2009. Acer annoncerede så udskiftningen af Linpus Linux med Moblin på deres Acer Aspire netbooks.
På Linux Collaboration Summit i april 2009 demonstrerede Intel, at alfa-udgivelsen af Moblin 2 kan starte op på få sekunder. Nogle få uger senere annoncerede Novell deres egen omdannede udgave af Moblin distributionen.
Ifølge Intel vil Moblin også blive porteret til stationære computere.